# Halterofilismo nos Jogos Paralímpicos de Verão de 2012 - Até 60 kg masculino
A disputa da categoria até 60 kg masculino foi realizada no dia 1 de setembro no Complexo ExCel, em Londres.

## Medalhistas
| Ouro   | IRI Nader Moradi      |
| Prata  | NGR Ifeanyi Nnajiofor |
| Bronze | CHN Yang Quanxi       |

## Formato de competição
Os atletas foram divididos em dois grupos. Os atletas do grupo A, favoritos a medalha, competem depois dos atletas do grupo B. Cada atleta tem 3 tentativas para efetuar um movimento válido. Uma quarta tentativa será permitida apenas se o atleta tiver a intenção de quebrar um recorde mundial ou paralímpico, no entanto, essa quarta tentativa não contará para o resultado final. Se houver empate entre dois ou mais atletas, prevalecerá aquele que tiver a menor massa corporal.

## Recordes
| Recorde mundial     | 203,5 kg | IRI Nader Moradi     | Sharjah, Emirados Árabes Unidos | 2 de dezembro de 2011  |
| Recorde paralímpico | 202,5 kg | IRI Hamzeh Mohammadi | Pequim, China                   | 11 de setembro de 2008 |

Nenhum recorde foi quebrado nesta competição.

## Resultados
| Pos.   | Atleta                | Grupo | Massa corporal (kg) | Tentativas (kg) | Tentativas (kg) | Tentativas (kg) | Tentativas (kg) | Resultado (kg) |
| Pos.   | Atleta                | Grupo | Massa corporal (kg) | 1               | 2               | 3               | 4               | Resultado (kg) |
| ------ | --------------------- | ----- | ------------------- | --------------- | --------------- | --------------- | --------------- | -------------- |
| Ouro   | IRI Nader Moradi      | A     | 59,52               | 192,0           | 196,0           | 203,0           | –               | 196,0          |
| Prata  | NGR Ifeanyi Nnajiofor | A     | 57,80               | 184,0           | 188,0           | 190,0           | –               | 188,0          |
| Bronze | CHN Yang Quanxi       | A     | 59,79               | 185,0           | 189,0           | 189,0           | –               | 185,0          |
| 4      | TUR Izzettin Kanat    | A     | 57,99               | 180,0           | 185,0           | 185,0           | –               | 180,0          |
| 5      | THA Thongsa Marasri   | B     | 59,31               | 175,0           | 182,0           | 185,0           | –               | 175,0          |
| 6      | POL Mariusz Tomczyk   | A     | 58,74               | 171,0           | 171,0           | 171,0           | –               | 171,0          |
| 7      | SYR Shadi Issa        | B     | 59,13               | 165,0           | 170,0           | 170,0           | –               | 170,0          |
| 8      | GBR Jason Irving      | B     | 59,44               | 163,0           | 170,0           | 170,0           | –               | 163,0          |
| 9      | KAZ Aibek Abzhan      | B     | 59,32               | 120,0           | 126,0           | 126,0           | –               | 120,0          |
| —      | GEO Shota Omarashvili | B     | 58,93               | 135,0           | 135,0           | 135,0           | –               | —              |
| —      | RUS Ayrat Zakiev      | A     | 59,50               | 195,0           | 195,0           | 195,0           | –               | —              |

Legenda
| Recorde mundial      | Recorde mundial (World record)               |                       | Recorde africano                      | Recorde africano (African) |                                           | Q | Classificado por posição (Qualified) |
| Recorde paralímpico  | Recorde paralímpico (Paralympic record)      | Recorde da América    | Recorde da América (Americas)         | q                          | Classificado por melhor tempo (Qualified) |   |                                      |
| Melhor marca do ano  | Melhor marca do ano (World leading)          | Recorde asiático      | Recorde asiático (Asian)              | DNS                        | Não largou (Did not start)                |   |                                      |
| Recorde nacional     | Recorde nacional (National record)           | Recorde europeu       | Recorde europeu (European)            | DNF                        | Não terminou (Did not finish)             |   |                                      |
| Recorde pessoal      | Recorde pessoal do atleta (Personal best)    | Recorde da Oceania    | Recorde da Oceania (Oceania)          | DSQ / DQ                   | Desclassificado (Disqualified)            |   |                                      |
| Recorde da temporada | Recorde da temporada do atleta (Season best) | Recorde sul-americano | Recorde sul-americano (South America) | NM                         | Sem marca (No mark)                       |   |                                      |